# Bitka pri Block Islandu
Bitka pri Block Islandu je bil pomorski spopad, ki se je zgodil v vodah ob Rhode Islandu med ameriško revolucionarno vojno. Kontinentalna mornarica pod poveljstvom komodora Eseka Hopkinsa se je vračala iz uspešnega napada na Nassau, Bahami, ko je naletela na HMS Glasgow, odpremno ladjo kraljeve mornarice. 
Glasgow je ušel floti sedmih ladij, čeprav je utrpel znatno škodo in bitka velja za zmago Britancev. Več kapitanov kontinentalne flote je bilo kritiziranih zaradi svojih dejanj med bitko, eden pa je bil zaradi tega odpuščen. Komodorja Hopkinsa so kritizirali tudi zaradi drugih dejanj v zvezi z opdravo, vključno z distribucijo zaseženega blaga in so ga prav tako odpustili.

## Notes
1. ↑  Morison, pp. 67–68
2. ↑  Field, p. 117
3. 1 2 3  Morison, p. 70
4. ↑  Greene, p. 184
5. ↑  Morgan, p. 43
6. ↑  »Battle of Block Island (April 6, 1776) Summary & Facts«. totallyhistory.com. 11. september 2012. Arhivirano iz spletišča dne 1. decembra 2016. Pridobljeno 1. decembra 2016.
7. ↑  Morgan, pp. 47–48
8. ↑  Morgan, pp. 49–52